# 조중구
조중구(趙重九, 일본식 이름: 竹村吳一郞다케무라 고이치로, 1906년 5월 21일 ~ ?)는 일제강점기의 조선귀족으로, 본관은 풍양, 자는 수득(壽得), 본적은 경성부 통인동이며, 남작 조동윤의 아들이다.

## 생애
1923년 11월 10일 자신의 아버지였던 조동윤이 받은 남작 작위를 승계받았으며, 1929년 12월 당시에는 종5위에 서위되어 있었다. 1930년 1월 22일 창복회로부터 1월분 교부금 150원을 받았다.
1932년 일본 교토 제국대학 농학부 농학과를 졸업한 뒤부터 일본 농림성 농사시험장 촉탁으로 재직했다. 1940년 11월 10일 일본 정부로부터 기원 2600년 축전 기념장을 받으면서 정5위에 서위되었다. 1941년 12월 1일 일본 정부로부터 종4위에 서위되었다.
민족문제연구소의 친일인명사전 수록자 명단의 수작/습작 부문, 친일반민족행위진상규명위원회가 발표한 친일반민족행위 705인 명단에 포함되었다.

## 가계
- 조부 : 조영하(趙寧夏)
- 조모 : 이정숙(李貞淑)
  - 부 : 조동윤(趙東潤)
  - 모 : 경주 김씨 김상준(金商濬)의 딸 정부인
    - 누이 : 청주 한씨 한상억(韓相億)의 처
    - 누이 : 달성 서씨 서정훈(徐廷勳)의 처

- 처 : 다케무라 야스지(竹村易二)의 딸 치에코(千枝子)
  - 장녀 : 아키코(明子)
  - 차녀 : 게이코(惠子)
  - 장자 : 신이치(晋一)
  - 차자 : 세이이치(誠一)

## 참고자료
- 친일반민족행위진상규명위원회 (2009). 〈조중구〉. 《친일반민족행위진상규명 보고서 Ⅳ-17》. 서울. 154~157쪽.